# 屏風

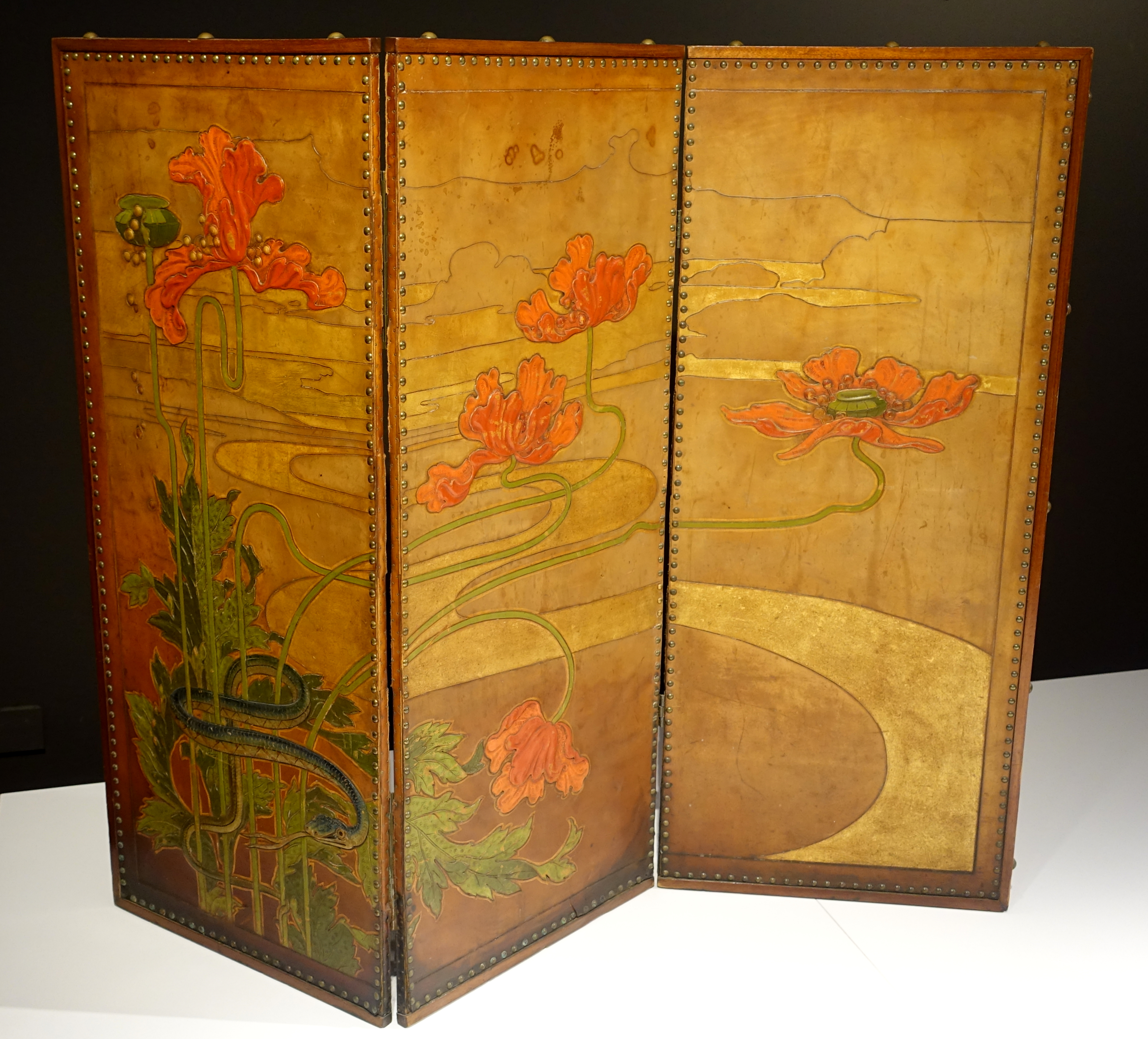
由漢斯·克里斯蒂安森 (藝術家)設計的屏風

屏風是東亞傳統家具的一個巨大的分類，可以為室內間隔出一定的空間，有效防止光及風直入室內，同時也有強大的裝飾功能。

## 功能
常見於中國和日本兩國，越南和韓國也深受中國屏風的影響，但並未像日本一樣發展出自己的獨特風格。
屏風適合用於更衣、沐浴、睡覺等私人活動。現時在酒樓、辦公室等公眾場所也常見，它有作為間板房用途，可暫時把一處大的房間分成幾間小房間。

## 中國
中式屏風喜歡使用紅木、磨砂玻璃、螺鈿紫、紅寶石等裝飾物，在屏風的邊框上進行大量的精密彫花，有時也會加上絲綢緞做裝飾，屏風紙張上常會採用清明上河圖、八美圖、韓熙載夜宴圖、仕女圖等名畫的複製品作為主題。

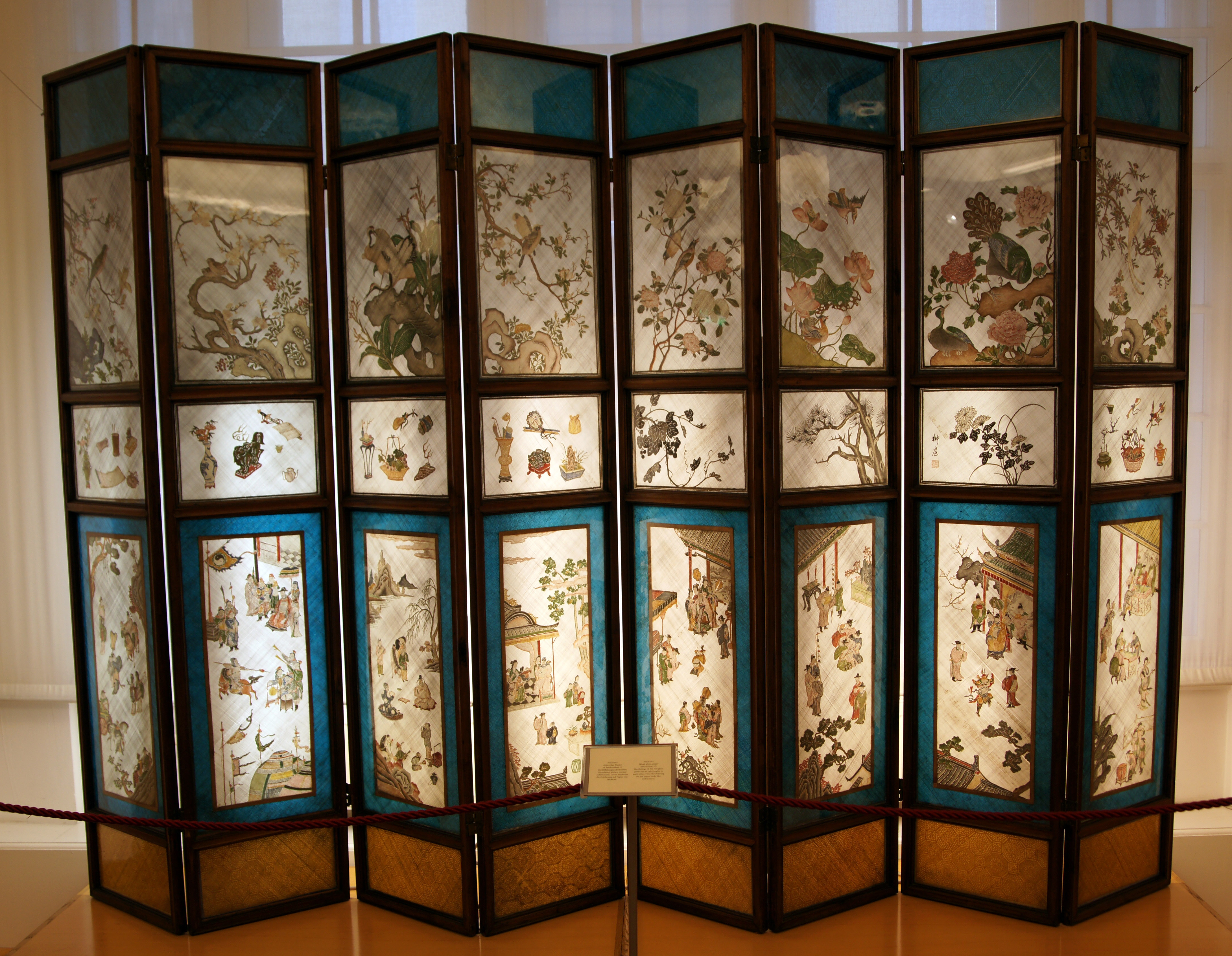
17世纪的明朝屏风，已經採用彩色玻璃裝飾
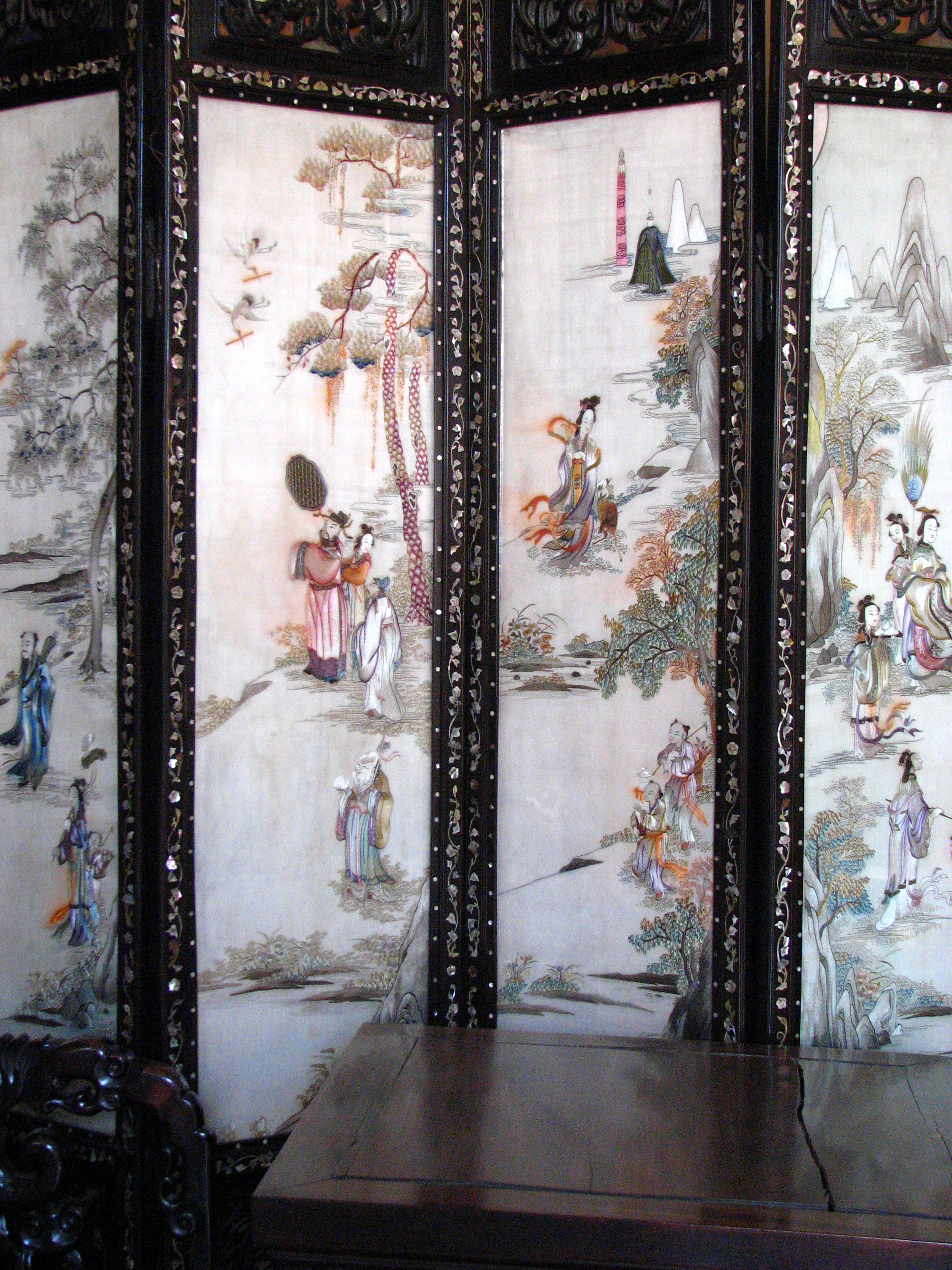
17世纪的明朝屏风，把布當做畫紙來描繪人物
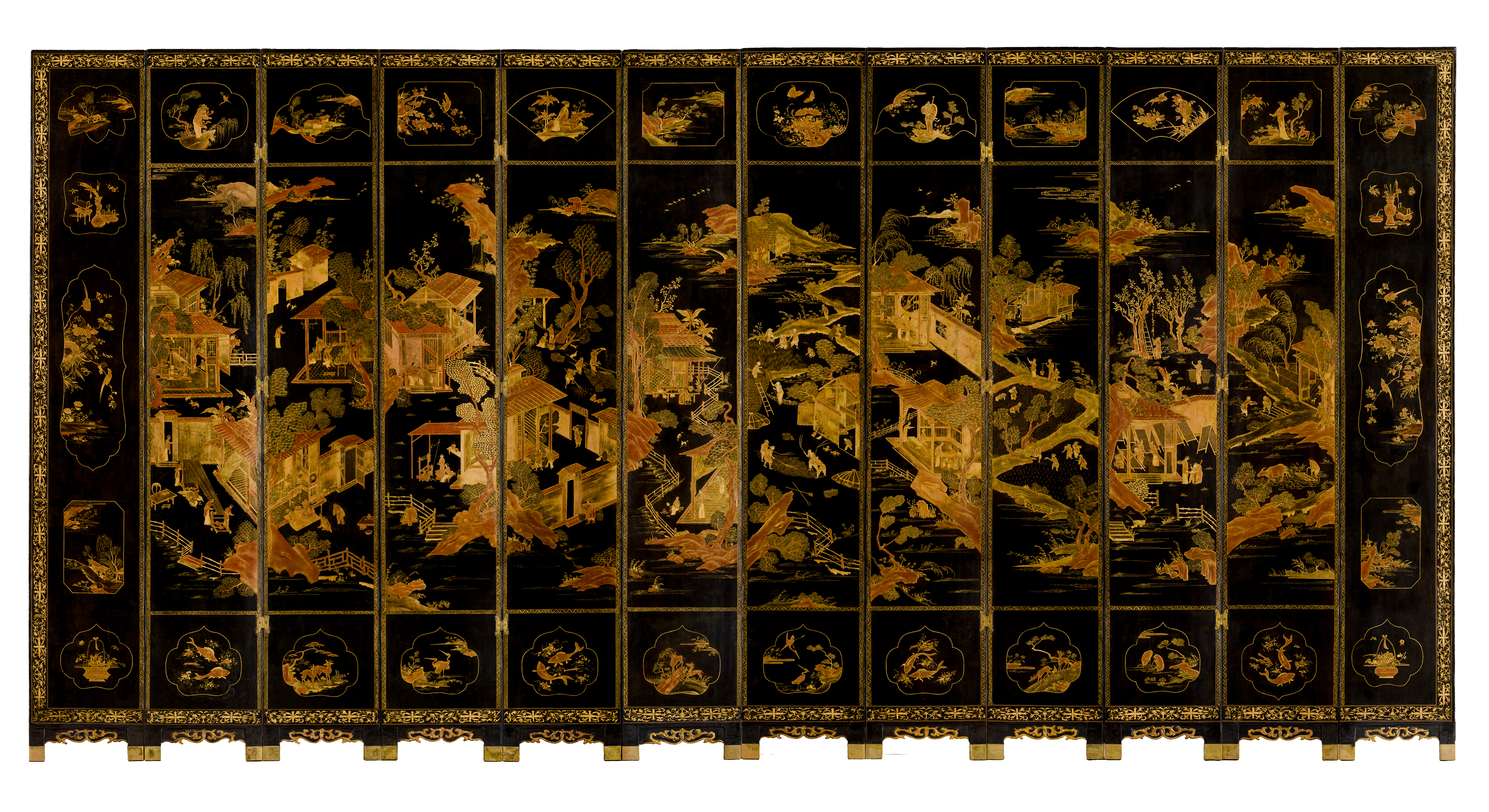
18世紀的清朝屏風，以螺鈿紫和寶石拼出圖案
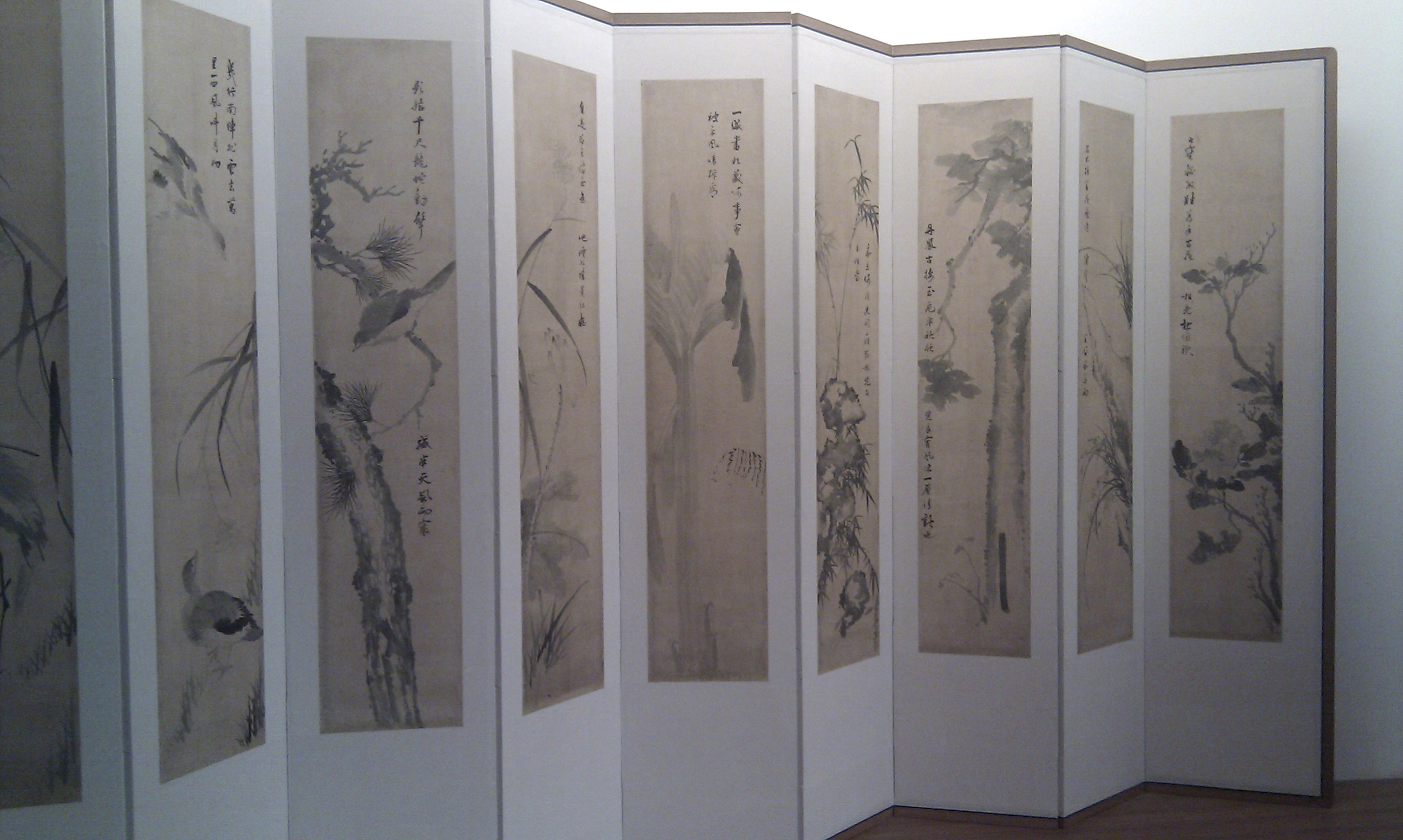
受到中國影響的韓國屏風，使用幾張畫紙拼接而成的一類屏風
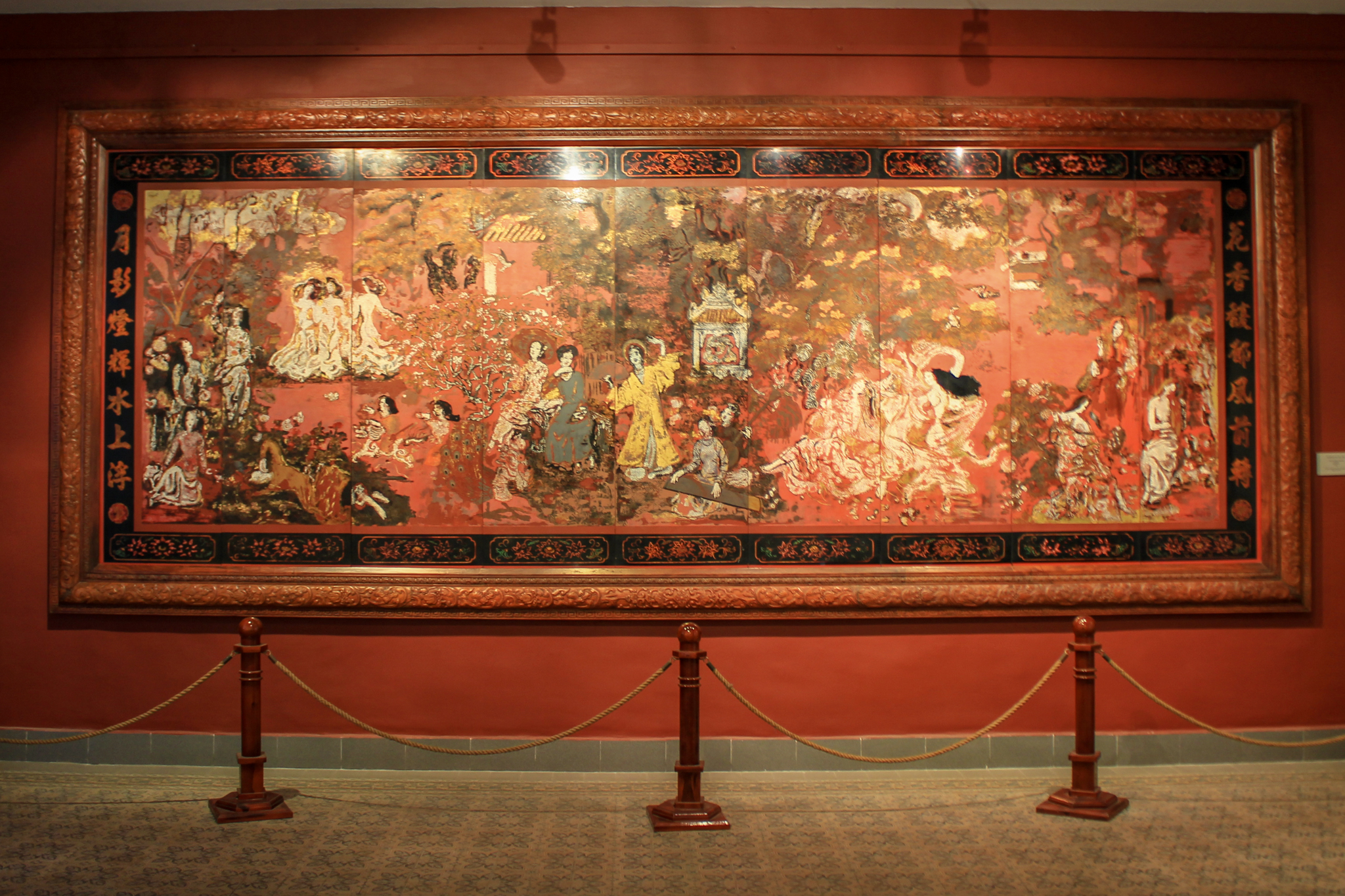
受到中國影響的越南屏風，裡面畫有越南女子的奧黛和頭飾
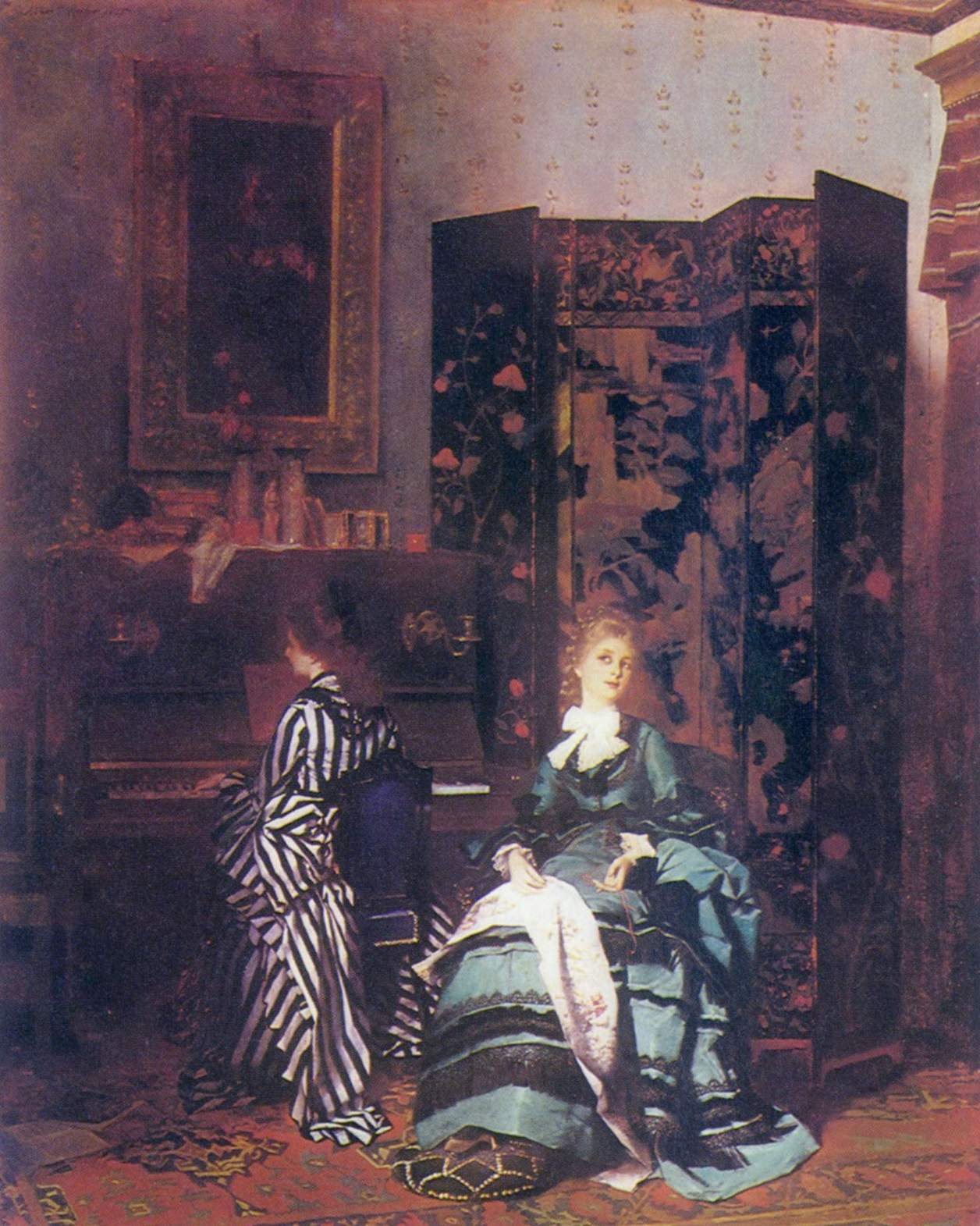
传至欧洲的屏风

## 日本
日式屏風喜歡以金箔打底，塑造出一種豪華感，以日本的植物、城堡、枯山水、市民生活和神話妖怪為主，不時也會加入中國的歷史典故以及印度的佛教場景，經常用和服花紋、松樹、捲雲作為邊角裝飾，展現平面的美感。

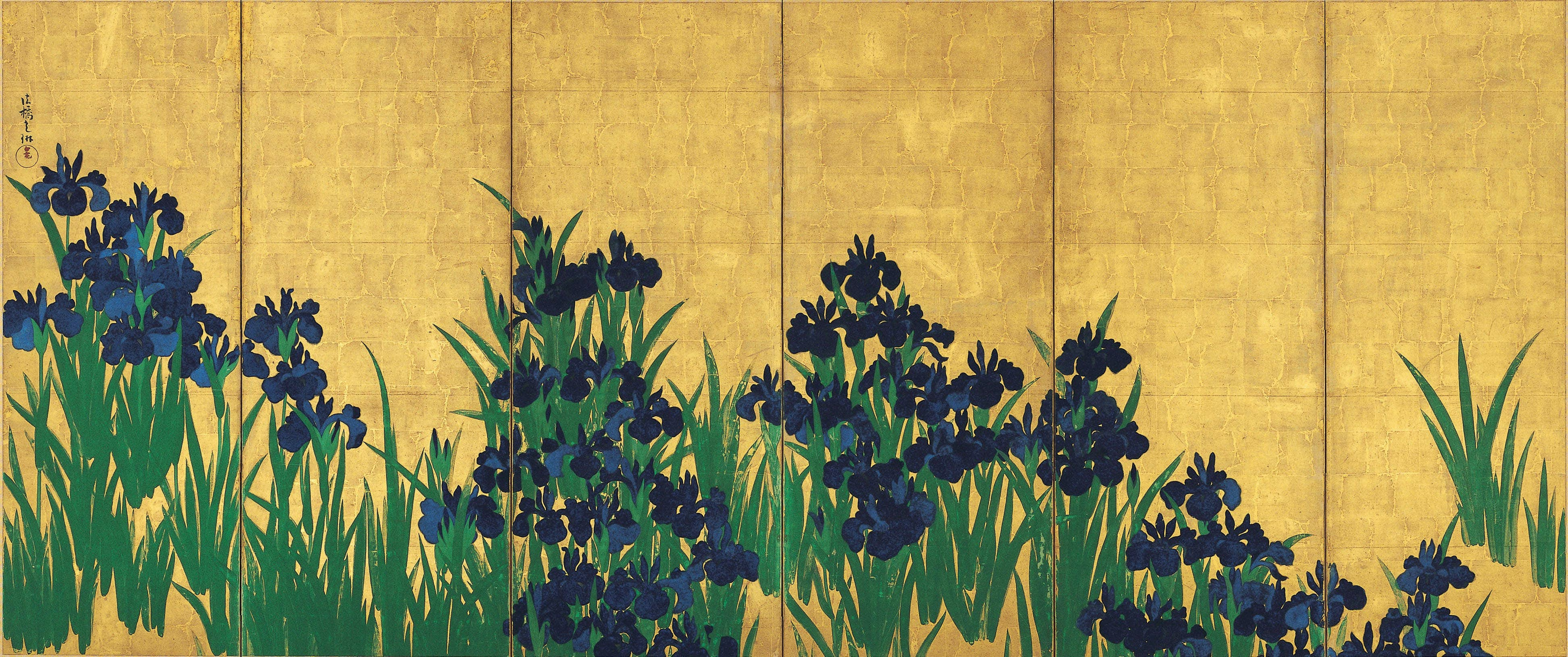
桔梗花圖案的日本屏風
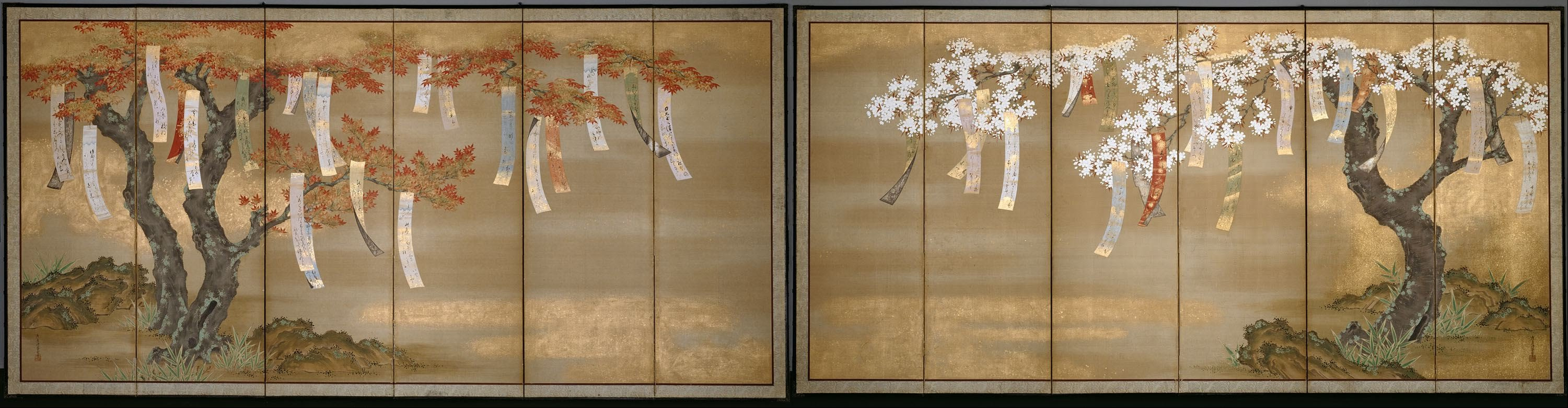
櫻花圖案的日本屏風
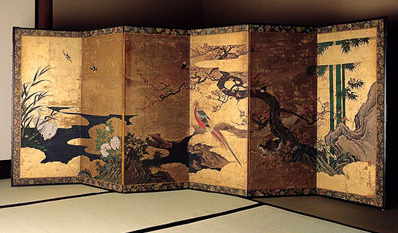
17世纪的典型日本屏风，模倣花鳥圖的意向
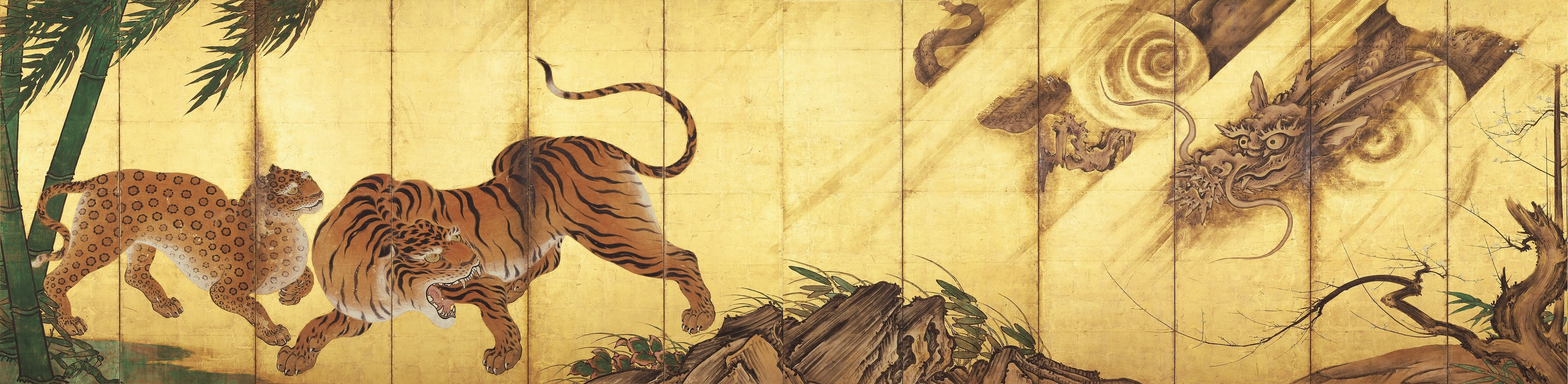
老虎、豹子和龍的日本屏風
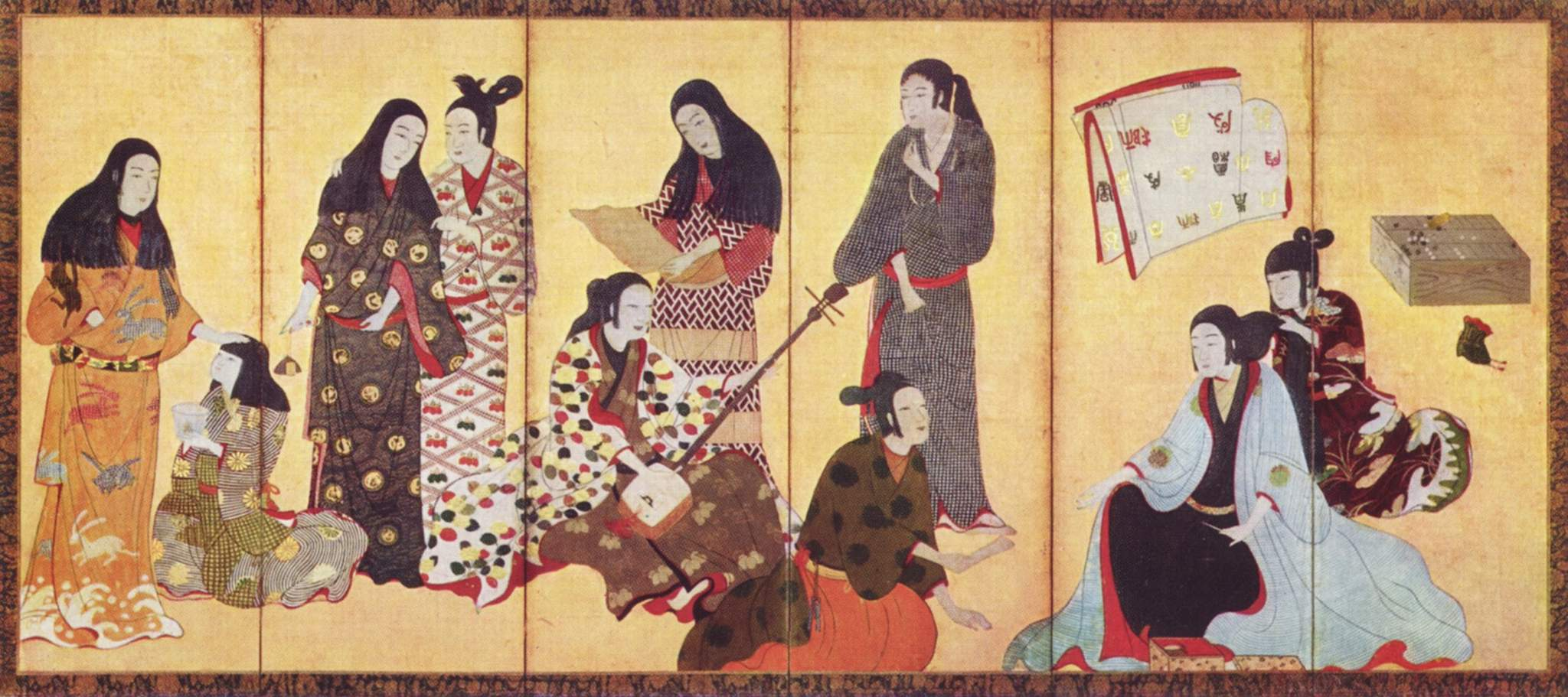
畫出女商人、女武士和女尼姑的日本屏風
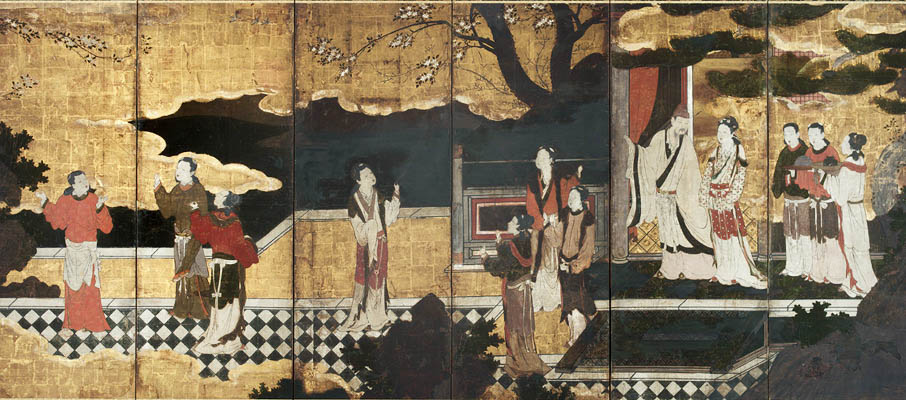
模倣中國的“玄宗楊貴妃遊園”典故的日本屏風
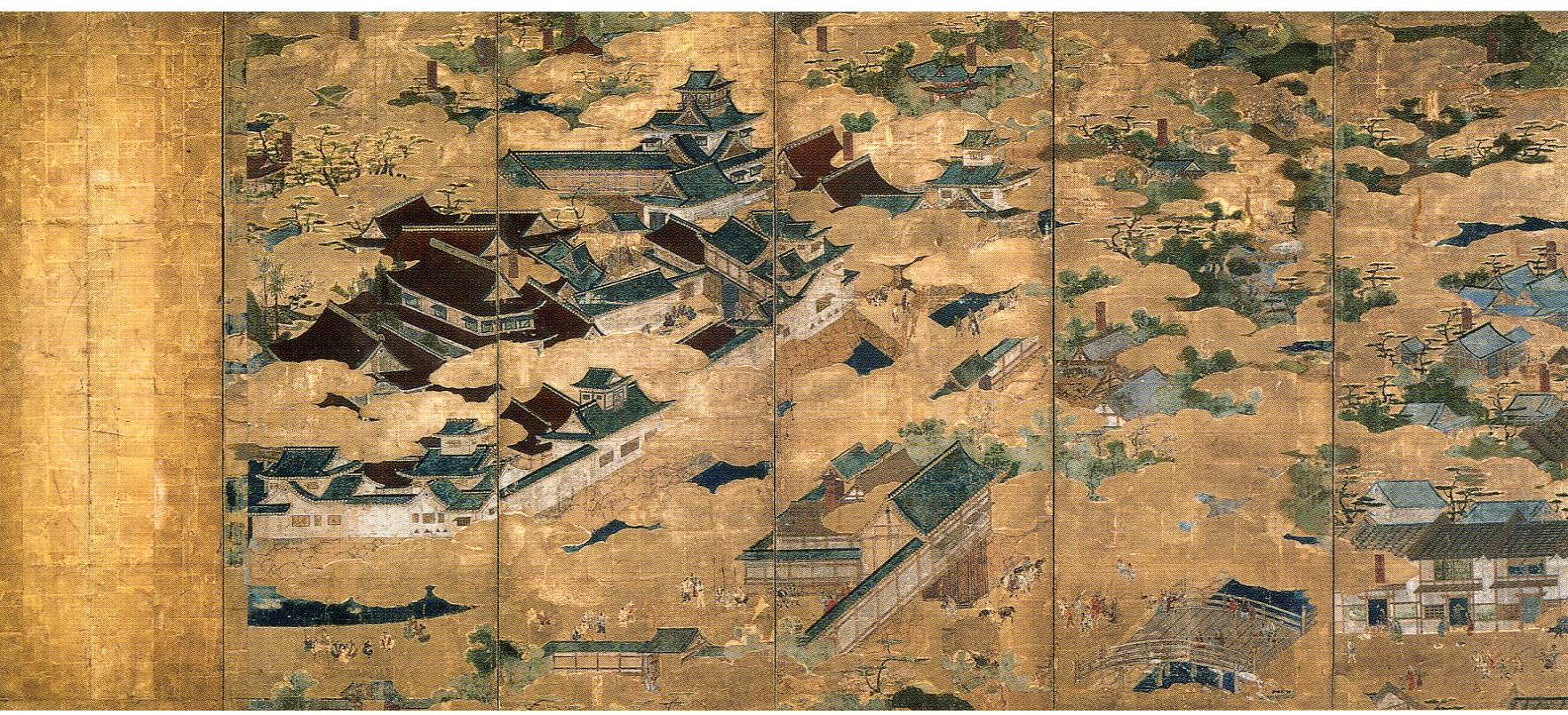
描寫姬路城的日本屏風
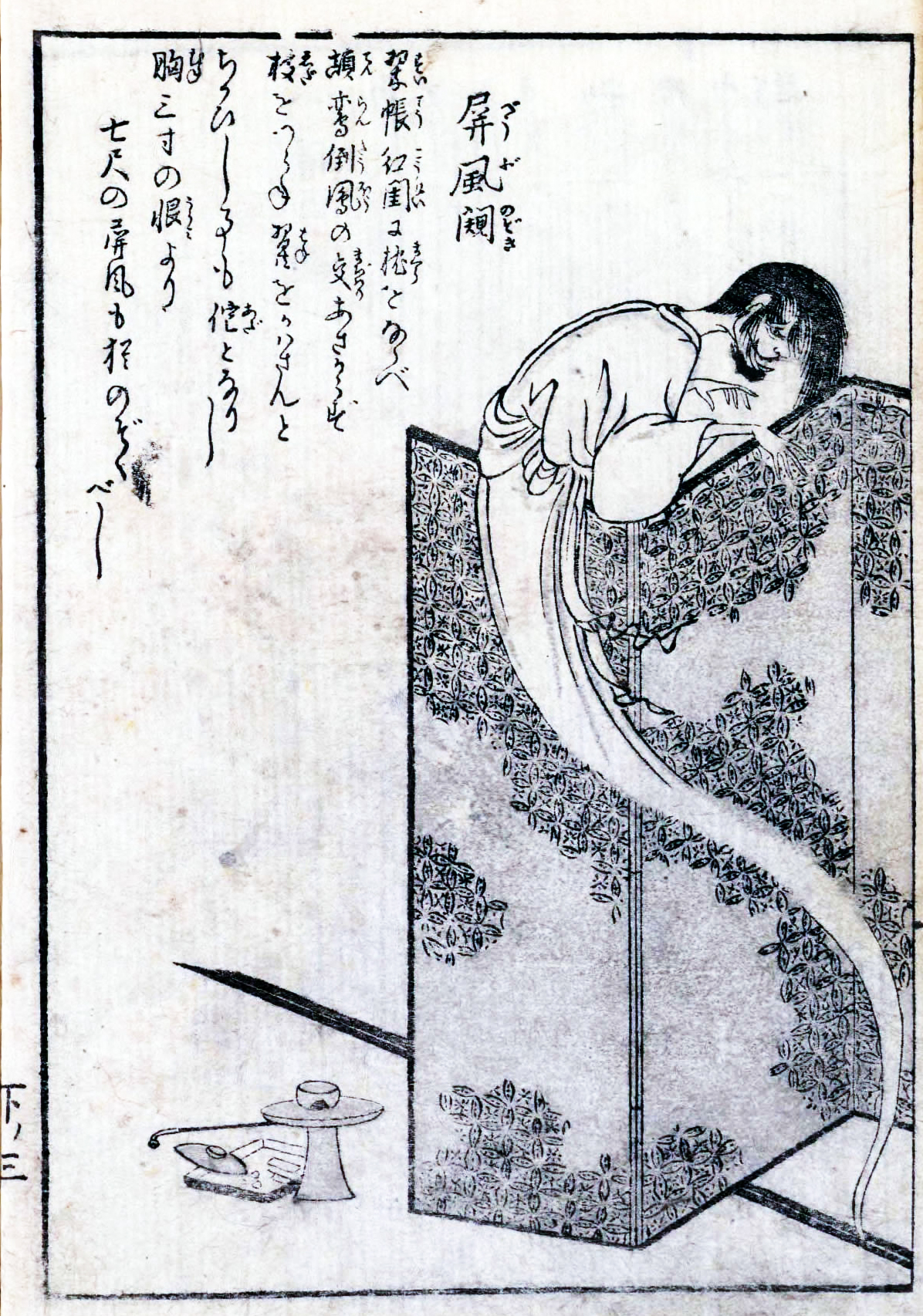
妖怪從屏風後面冒出的畫像